# Гідрогеологія Малайзії
У гірських областях найбільшою водоносністю характеризуються карбонатні відміни палеозойських порід. Дебіти джерел досягають 10 л/с і більше. У різновікових осадово-метаморфічних теригенних і магматичних породах води акумулюються переважно в зоні їх екзогенної тріщинуватості. Дебіти джерел до 1-2 л/с. Мінералізація води 0,2-0,3 г/л, склад НСО3 і НСО3=SO4=Ca і Са=Mg.
На прибережних рівнинах головні водоносні горизонти представлені прошарками і лінзами пісків в четвертинних алювіальних, пролювіальних і морських, переважно глинистих, відкладах. Дебіти колодязів і свердловин досягають 10-15 л/с. Мінералізація не перевищує 1 г/л, склад НСО3-Са. На ділянках біля моря, розвинені солонуваті (до 3 г/л і більше) води Cl-Na складу. Відомі вияви азотних термальних підземних вод, пов'язані з тектонічними порушеннями.